# Hrvoje Banaj

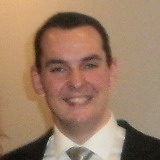
Hrvoje Banaj (Januar, 2010)

Hrvoje Banaj (* 1980 in Zagreb) ist ein kroatischer Opernsänger und Musicaldarsteller (Tenor/Bariton).

## Leben
Während seiner Schulung am sprachlichen Gymnasium in Zagreb studierte er zugleich Orgel am Institut für Kirchenmusik der Katholisch-theologischen Fakultät der Universität in Zagreb. An der Philosophischen Fakultät der Universität in Zagreb hat er das Germanistik- und Phonetikstudium als einer der besten Studenten abgeschlossen. Seine Diplomarbeit (eine Erforschungsarbeit, die sich mit dem Thema der Frequenz des sgn. Vibratos bei den geschulten Gesangsstimmen befasst) wird in der Fakultätsbibliothek bewahrt und stellt den Anfang einer künftigen umfangreicheren Erforschung dar. An der Phonetik erwarb er auch Schauspielkenntnisse im Rahmen mehrerer Studienkurse wie: Bühnensprache, Orthophonie, Orthoepie und Expressive Phonetik.
Sologesang studierte er bei mehreren international anerkannten Gesangspädagogen: Mario Gjuranec, Hella Seitz-Ritt, Biljana Keserić-Košćal, Sotir Spasevski, Mira Vlahović u. a. 2001 wurde er als Chormitglied zum regelmäßigen Honorarmitarbeiter beim Stadttheater „Komedija“ in Zagreb, wo er 2004 unter ausgezeichneten Kritiken in Medien auch sein solistisches Debüt als Mary Sunshine im Musical Chicago (Ebb/Kander/Fosse) machte.
Danach erfolgte auch sein Debüt auf der Opernszene der nationalen Bühne des Kroatischen Nationaltheaters (Zagreb, 2005) in zwei Rollen in Wagners Tristan und Isolde, und zwar in zwei Gesangslagen: Tenor des Jungen Seemanns und Bariton des Steuermanns. An diesem Projekt war er auch als stellvertretender Regieassistent und als Übersetzer beteiligt.
Im Oktober 2006 wurde er als Schauspieler im Musical Grease engagiert, wo er die Rolle der boshaften Lehrerin Miss Lynch spielt.
Er arbeitete mit vielen Regisseuren (Jochen Zoerner-Erb, Kraft-Eike Wrede, Vlado Štefančić, Ozren Prohić, Dora Ruždjak-Podolski, Igor Barberić) und Dirigenten (Mladen Tarbuk, Veseljko Barešić, Tomislav Uhlik, Josip Šego, Dinko Appelt) zusammen. Mit Theatervorstellungen und solistischen Konzerten als Organist und als Solosänger gastierte er fast in ganz Kroatien und in Österreich, Deutschland, Bosnien und Herzegowina, Slowenien, und Montenegro.
Er besitzt einen großen Stimmumfang (D – c2) und die Fähigkeit, sowohl Opern- und Liedstücke als auch die Musicalinterpretationsweise erfolgreich zu schaffen (die Rolle der Mary Sunshine fordert sogar den Altusgesang bis a2).
Sprachkenntnisse: fließend in Wort und Schrift: Deutsch, Englisch; fortgeschrittene Kenntnisse: Russisch, Grundkenntnisse: Italienisch.
Neulich nahm er auch am Internationalen Projekt „Theater auf Deutsch“ in Osijek (Essegg) teil, wo er als Interpret eines halbstündigen Textes auf einer Tonaufnahme engagiert wurde.
Er machte auch die Aufnahmen für die Nationalprüfungen als Interpret der deutschen Texte und verfasste kleinere Kompositionen für elektronische Kinderlehrbücher.